# 1973 en sport automobile
Chronologie du Sport automobile
1972 en sport automobile - 1973 en sport automobile - 1974 en sport automobile

## Les faits marquants de l'année1973enSport automobile
- Jackie Stewart remporte le Championnat du monde de Formule 1 au volant d'une Tyrrell-Ford.

## Par mois

### Janvier
- 26 janvier, (Rallye automobile) : arrivée du Rallye de Monte-Carlo.
- 28 janvier, (Formule 1) : Grand Prix automobile d'Argentine.

### Février
- 11 février, (Formule 1) : Grand Prix automobile du Brésil.
- 18 février : arrivée du Rallye de Suède.

### Mars
- 3 mars, (Formule 1) : Grand Prix automobile d'Afrique du Sud.
- 18 mars
  - (Rallye automobile) : arrivée du Rallye du Portugal.
  - Race of champions

### Avril
- 1er avril : David Pearson remporte la course Atlanta 500 sur le Atlanta International Raceway en NASCAR Winston Cup.
- 23 avril (Rallye automobile) : arrivée du Rallye Safari.
- 29 avril (Formule 1) : Grand Prix automobile d'Espagne.

### Mai
- 13 mai (Rallye automobile) : arrivée du Rallye du Maroc.
- 20 mai (Formule 1) : Grand Prix automobile de Belgique.
- 28 mai (Rallye automobile) : arrivée du Rallye de l'Acropole.
- 30 mai : 500 miles d'Indianapolis

### Juin
- 3 juin (Formule 1) : Grand Prix automobile de Monaco.
- 9 juin : départ de la quarante et unième édition des 24 Heures du Mans.
- 10 juin : victoire de Henri Pescarolo et Gérard Larrousse aux 24 Heures du Mans.
- 17 juin (Formule 1) : Grand Prix automobile de Suède.

### Juillet
- 1er juillet (Formule 1) : Grand Prix automobile de France.
- 14 juillet (Formule 1) : Grand Prix de Grande-Bretagne.
- 15 juillet (Rallye automobile) : arrivée du Rallye de Pologne.
- 29 juillet (Formule 1) : Grand Prix automobile des Pays-Bas, le pilote britannique Roger Williamson meurt asphyxié, prisonnier des décombres de sa March-Ford en flammes, à la suite d'une sortie de piste au 8e tour. Les efforts déployés par David Purley pour le sauver sont restés vains.

### Août
- 5 août :
  - (Formule 1) : Grand Prix automobile d'Allemagne.
  - (Rallye automobile) : arrivée du Rallye de Finlande.
- 19 août (Formule 1) : Grand Prix automobile d'Autriche.

### Septembre
- 9 septembre (Formule 1) : Grand Prix automobile d'Italie.
- 14 septembre (Rallye automobile) : arrivée du Rallye autrichien des Alpes.
- 23 septembre (Formule 1) : Grand Prix automobile du Canada.

### Octobre
- 6 octobre (Formule 1) : le pilote français François Cevert, trouve la mort au volant d'une Tyrrell lors des essais du Grand Prix des États-Unis, sur le circuit de Watkins Glen.
- 7 octobre (Formule 1) : Grand Prix automobile des États-Unis.
- 13 octobre (Rallye automobile) : arrivée du Rallye Sanremo.

### Novembre
- 4 novembre (Rallye automobile) : arrivée du Rallye Press on Regardless.
- 21 novembre (Rallye automobile) : arrivée du Rallye de Grande-Bretagne.

### Décembre
- 2 décembre (Rallye automobile) : arrivée du Tour de Corse.

## Naissances
- 8 janvier : Henning Solberg, pilote automobile (rallye) norvégien.
- 14 janvier : Giancarlo Fisichella, pilote automobile italien.
- 27 février : Luca Moro, pilote automobile italien. († 15 mars 2014).
- 3 avril : Jeff Irwin : musicien américain et pilote  de Speed Racing.
- 14 avril : Johannes van Overbeek, pilote automobile américain.
- 14 mai : Jonny Kane, pilote automobile britannique.
- 19 mai : Dario Franchitti, pilote automobile britannique d'origine italienne.
- 4 juillet : Jan Magnussen, pilote automobile danois.
- 21 juillet : Lionel Régal, pilote automobile français. († 15 août 2010).
- 5 août : Laurent Redon, pilote automobile français.
- 19 septembre : Cristiano Monteiro da Matta, pilote automobile brésilien.
- 22 octobre : John Blewett III, pilote automobile américain de NASCAR. († 16 août 2007).
- 4 novembre : Laurent Carbonaro, pilote de rallye français.

- 16 novembre : Christian Horner, pilote de course automobile britannique, directeur de l'équipe Arden Motorsport dans le championnat de Formule 3000, directeur de l'équipe de Formule 1 Red Bull Racing depuis 2006.

## Décès
- 5 avril : David Murray, pilote écossais de course automobile (° 28 décembre 1909).
- 15 avril : Ernst Klodwig, pilote allemand. (° 23 mai 1903).
- 27 avril :  Carlos Alberto Menditéguy, pilote de course argentin et joueur de polo. (° 10 août 1915).
- 1er juillet : Daniel Rouveyran, pilote automobile, ingénieur en pneumatiques et mécanicien français. (° 3 septembre 1939).
- 21 juillet : Hans-Peter Joisten, pilote automobile allemand. (° 5 janvier 1942).
- 29 juillet : Roger Williamson, pilote britannique. (° 2 février 1948).
- 19 septembre : Jacques Bignan, constructeur automobile français de l'entre-deux-guerres, pilote occasionnel de Grand Prix et de rallyes. (° 21 juin 1888).
- 6 octobre : François Cevert, pilote français. (° 25 février 1944).